# هرچه بیشتر جلو می‌رود کمتر پیش می‌رود
هرچه بیشتر جلو می‌رود کمتر پیش می‌رود (فرانسوی: Plus ça va, moins ça va‎) یک فیلم فرانسوی و محصول سال ۱۹۷۷ میلادی است.